# まちの駅はちのへ

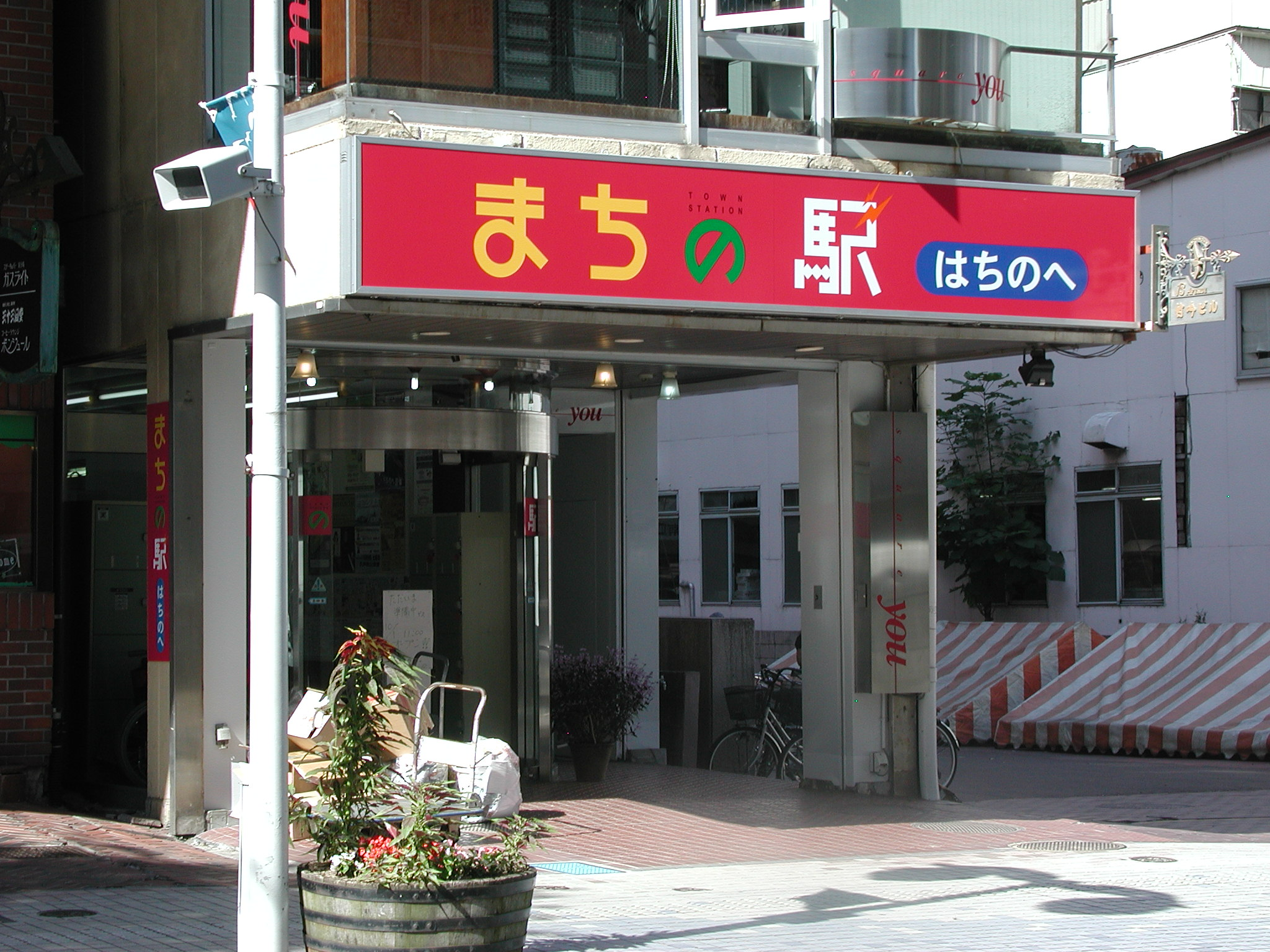
4代目 まちの駅はちのへ（2010年9月30日撮影）

まちの駅はちのへ（まちのえきはちのへ）は、青森県八戸市十三日町にあったまちの駅。1999年10月20日にオープンした。八戸商工会議所が設置、運営していた。

## 概要
空き店舗対策事業の一環で、八戸市中心市街地の休憩スペース、総合インフォメーションセンターとして設置されていた。

## 所在地
- 青森県八戸市十三日町8 村吟ビル1・2階
  - 最寄駅：JR東日本八戸線、本八戸駅
  - 最寄りバス停：八戸市営バス・南部バス・十和田観光電鉄 「十三日町」
  - 駐車場：なし

## 施設
- 1F
  - インフォメーションコーナー
    - 八戸市観光地・観光施設の案内
    - 八戸中心街の総合案内

  - 休憩スペース（椅子、畳）
  - 寄贈図書館
  - インターネット体験コーナー
  - 市民ギャラリー - 作品展示・発表の場所として利用可能
  - コインロッカー
- 2F
  - 市民交流サロン…少人数、小規模でのイベント向けのサロン
  - 創業支援拠点アントレプレナー情報ステーション

## 利用情報
- 営業時間：10:00 - 19:00（一部を除く）
- 年中無休（お盆・年末年始を除く）

## 沿革

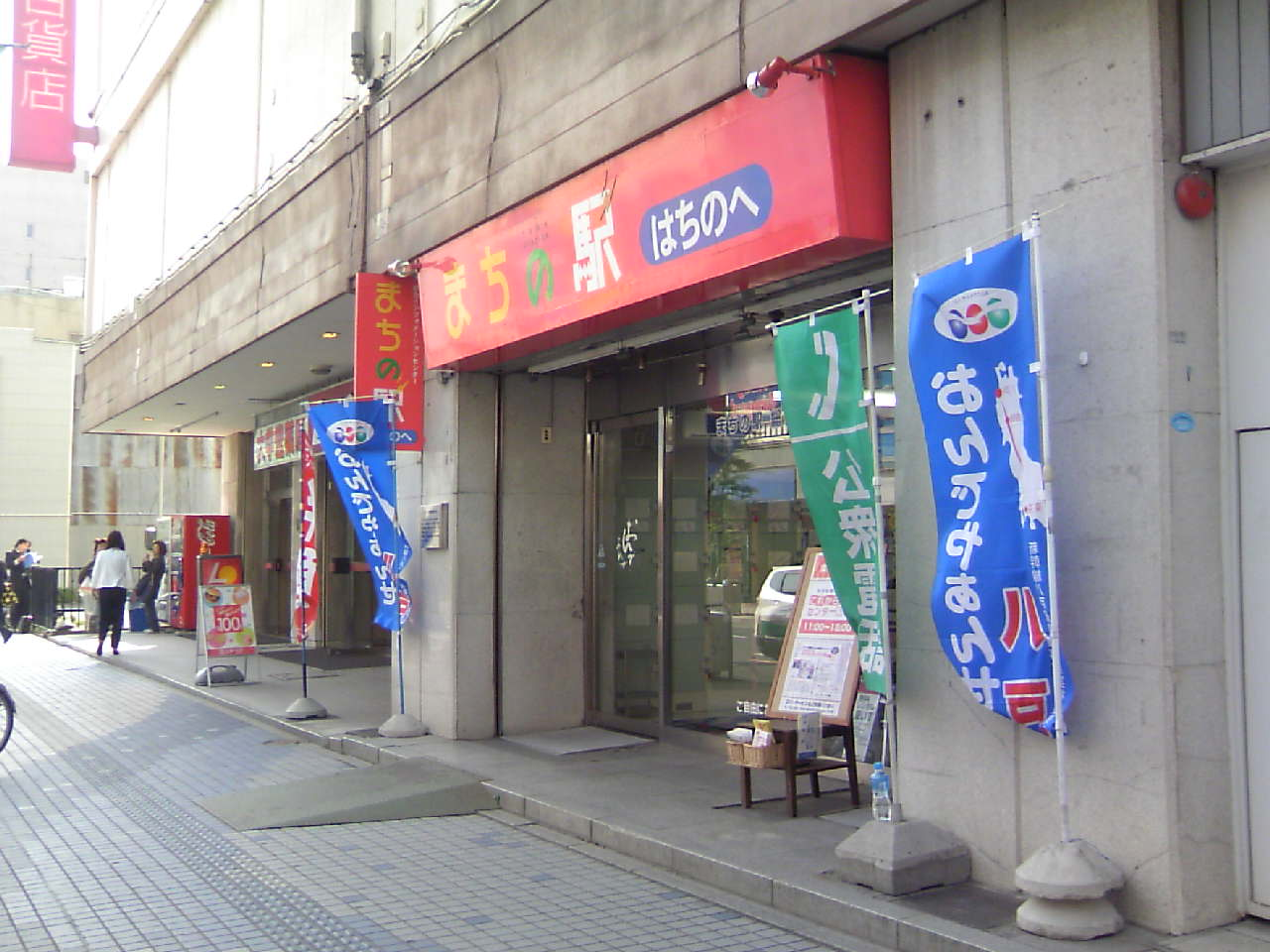
3代目 まちの駅はちのへ（2007年5月撮影）

- 1999年10月20日 - 衣料品店 クドウキチ・跡（八戸市三日町）にオープン。「空き店舗モデル事業」（国と青森県の補助）により、八戸商工会議所が設置。
- 2000年7月 - 福井酒造・跡（同市廿三日町）に移転。事業費は、「空き店舗活用事業」（青森県の補助）、八戸市、商店街などからの予算を利用。
- 2003年6月 - 伊吉書院・跡（同市三日町）に移転。コインロッカーを設置。
- 2007年4月 - 2Fにて、市民起業塾これからセンターを開設。事業プランPRコーナー・チャレンジBOXを設置。
- 2008年3月 - 市民起業塾これからセンターを閉鎖。
- 2008年4月 - 2Fにて、青森県と八戸市により、創業支援拠点 アントレプレナー情報ステーションを開設。チャレンジBOXを継続。
- 2010年10月1日 - 三春屋デパート隣の貸ビル 村吟ビル（同市十三日町）に移転。
- 2017年9月18日 - 運営を終了。

## 運営
2010年10月1日に、十三日町の三春屋隣にある「村吟ビル」の1・2階に移動することになった。理由としては、これまでの三日町（3代目）の隣のはっちから離れた場所に移動させ、はっち開業後の両施設との役割を分担して利用者の回遊性を高める狙いがあった（これに伴い、三日町にあった3代目まちの駅は同年9月27日の営業をもって終了した。同じ場所には「街カフェみなと」が同年11月に設置）。移転に併せ、これまでの施設内容を設けるほか、同ビルに隣接している三春屋デパート南口前の広場・パティオ13でもイベントを開き、一体的に賑わいづくりを進めることとしていたが、2017年9月18日に、パティオ13同様の屋外活用機能については、Garden Terraceとの役割を考慮して営業が終了された。2017年10月1日には、チャレンジＢＯＸ機能を継続・拡充したハンドメイドレンタルスペース テッコ舎がオープンしている。